# Jack Jewsbury
Jack Jewsbury, né le 13 avril 1981 à Joplin (Missouri), est un joueur américain de soccer ayant joué au poste de milieu aux Wizards de Kansas City puis aux Timbers de Portland.

## Biographie

### Années universitaires
Jewsbury passe sa scolarité à la Kickapoo High School de Springfield, dans le Missouri où il inscrit 59 buts durant son année de « senior » puis 124 réalisations lors de la saison de sa quatrième année de lycée. Il est nommé First-team All-Midwest Region, All-State, All-District, All-Ozark Conference et Conference Player of the Year et sélectionné à trois reprises dans l'équipe All-District and All-State, avant de voir son numéro 21 être retiré.
Il intègre ensuite l'Université de Saint-Louis et l'équipe universitaire des Billikens de Saint Louis. Il est nommé à deux reprises dans l'équipe All-Conference USA, remportant la récompense Conference Player of the Year en tant que "sophomore". Lors de ses années universitaires, il évolue également avec le Brass de Kansas City en Premier Development League.

### Parcours professionnel
Jack est repêché en 43e position lors de la MLS SuperDraft de 2003 par les Wizards de Kansas City et signe un contrat de développement avec cette même franchise. En tant que recrue, il lutte pour obtenir du temps de jeu et n'apparait seulement que soixante minutes durant l'ensemble de la saison 2003, il est alors prêté au club des Salty Dogs de Syracuse en A-League, durant les mois de juillet et août 2003. Lors de sa seconde saison, il est beaucoup plus utilisé, devenant un joueur important de l'effectif des Wizards. C'est lors de cette même saison que le club remporte la Lamar Hunt US Open Cup 2004 ainsi que le titre de la Conférence Ouest de Major League Soccer. En huit années au sein du club, le milieu central est apparu dans 195 matchs de championnat et inscrit un total de quatorze buts.
Le 1er mars 2011, Jewsbury est échangé aux Timbers de Portland contre une allocation monétaire. Titulaire régulier au sein de la formation de l'Oregon, Jack aide notamment son équipe dans la conquête du titre de la Coupe MLS en 2015 avant de connaître sa dernière saison sportive en 2016 puisqu'il annonce son retrait le 18 septembre 2016. Le 23 octobre suivant, il tire ainsi un trait sur sa carrière sportive face aux Whitecaps de Vancouver lors d'une défaite 4-1 qui marque aussi la fin des espoirs de séries pour Portland.

## Palmarès
- Wizards de Kansas City
  - Vainqueur de la Lamar Hunt US Open Cup en 2004
  - Vainqueur de la Conférence Ouest en 2004
- Portland de Timbers
  - Vainqueur de la Coupe MLS en 2015

## Statistiques
| Saison                | Club                   | Championnat           | Championnat | Championnat | Coupe(s) nationale(s) | Coupe(s) nationale(s) | Compétition(s) continentale(s) | Compétition(s) continentale(s) | Compétition(s) continentale(s) | Séries | Séries | Total | Total |
| Saison                | Club                   | Division              | M.          | B.          | M.                    | B.                    | Comp.                          | M.                             | B.                             | M.     | B.     | M.    | B.    |
| 2003                  | Wizards de Kansas City | MLS                   | 2           | 0           | 0                     | 0                     | -                              | -                              | -                              | -      | -      | 2     | 0     |
| 2004                  | Wizards de Kansas City | MLS                   | 22          | 2           | 3                     | 0                     | -                              | -                              | -                              | 4      | 1      | 29    | 3     |
| 2005                  | Wizards de Kansas City | MLS                   | 28          | 4           | 2                     | 0                     | CCC                            | 2                              | 0                              | -      | -      | 32    | 4     |
| 2006                  | Wizards de Kansas City | MLS                   | 28          | 1           | 1                     | 0                     | -                              | -                              | -                              | -      | -      | 29    | 1     |
| 2007                  | Wizards de Kansas City | MLS                   | 28          | 2           | 1                     | 0                     | -                              | -                              | -                              | 3      | 0      | 32    | 2     |
| 2008                  | Wizards de Kansas City | MLS                   | 29          | 3           | 1                     | 0                     | -                              | -                              | -                              | 2      | 0      | 32    | 3     |
| 2009                  | Wizards de Kansas City | MLS                   | 28          | 0           | 1                     | 0                     | LCC                            | 3                              | 0                              | -      | -      | 32    | 0     |
| 2010                  | Wizards de Kansas City | MLS                   | 29          | 2           | 0                     | 0                     | -                              | -                              | -                              | -      | -      | 29    | 2     |
| Sous-total            | Sous-total             | Sous-total            | 194         | 14          | 9                     | 0                     | -                              | 5                              | 0                              | 9      | 1      | 217   | 15    |
| 2011                  | Timbers de Portland    | MLS                   | 31          | 7           | 1                     | 1                     | -                              | -                              | -                              | -      | -      | 32    | 8     |
| 2012                  | Timbers de Portland    | MLS                   | 32          | 3           | 1                     | 0                     | -                              | -                              | -                              | -      | -      | 33    | 3     |
| 2013                  | Timbers de Portland    | MLS                   | 26          | 0           | 2                     | 1                     | -                              | -                              | -                              | 4      | 0      | 32    | 1     |
| 2014                  | Timbers de Portland    | MLS                   | 18          | 0           | 3                     | 0                     | LCC                            | 3                              | 1                              | -      | -      | 24    | 1     |
| 2015                  | Timbers de Portland    | MLS                   | 26          | 3           | 2                     | 0                     | -                              | -                              | -                              | 6      | 0      | 34    | 3     |
| 2016                  | Timbers de Portland    | MLS                   | 23          | 1           | 2                     | 0                     | LCC                            | 1                              | 0                              | -      | -      | 26    | 1     |
| Sous-total            | Sous-total             | Sous-total            | 156         | 14          | 11                    | 2                     | -                              | 4                              | 1                              | 10     | 0      | 181   | 17    |
| Total sur la carrière | Total sur la carrière  | Total sur la carrière | 350         | 28          | 20                    | 2                     | -                              | 9                              | 1                              | 19     | 1      | 398   | 32    |